# Poetika (Aristotel)
Poetika ali O pesniški umetnosti (gr. Περὶ ποιητικῆς, lat. De Poetica) je spis grškega filozofa Aristotela iz 335 pr. n. št., v katerem razmišlja o bistvu in oblikah književnosti oz. pesniške umetnosti, ki so jo Stari Grki imenovali poetika (pod to oznako so združevali drame, satirske igre, liriko in epe). Ohranjen je le prvi del spisa, ki opisuje nastanek pesniške umetnosti, razlaga njeno razmerje do filozofije oz. znanosti ter zgodovinopisja, ugotavlja elemente tragedije in poveličuje njeno odličnost, opisuje njene podobnosti in razlike z epskim pesništvom ter oriše možnosti literarne kritike. Drugi del Poetike, domnevno o komediji in jambskem pesništvu, se ni ohranil.

## Nastanek
Poetika velja za akroamatični spis; tj. spis, ki ni bil namenjen objavi, ampak slušateljem Aristotelovih predavanj. Poetika skupaj s spisom Retorika tvori Aristotelovo zaključeno delo o estetiki.
Aristotel je v Poetiki zavzel nasprotno stališče od svojega učitelja Platona, ki je v svojih spisih, še posebej v Državi svaril pred pesniško umetnostjo, ki da izvira v božanski navdahnjenosti oz. v nerazumski pesnikovi zamaknjenosti, ki jo povzročijo bogovi (gr. enthouisiasmós). Platon pesništvu očita tudi, da zaradi boljšega učinka rado prikazuje neuravnovešene in vzburljive značaje, bogove predstavlja v spačeni in nemoralni luči ter da seje strah pred smrtjo, kar ni dobro za varnost države. Najostreje pa Platon poezijo in umetnost nasploh napade zaradi izkrivljanja resničnosti, saj pesnik oz. umetnik prikazuje posnetek posnetka resnične ideje nečesa (npr. ideja stola — posamezen stol (posnetek) — slikarjeva upodobitev stola (posnetek posnetka)). Tovrstno subjektivno oz. neznanstveno posnemanje v bralcu oz. uživalcu umetnosti budi strasti in ga oddaljuje od miru in resnice ter tudi od spoštovanja vladarjev. Aristotel tem argumentom v Poetiki nasprotuje — izvor pesništva je v človeku samem, v njegovi zavestni želji po posnemanju in prikazovanju. Po njegovem pesništvo v nasprotju z zgodovinopisjem, ki opisuje nepovezane podrobnosti, opisuje bistveno, splošno in se podobno kot filozofija oz. znanost približuje resnici. Pesniško umetnost šteje za potrebno in koristno, saj se z njo človek olajša, sprosti in očisti ter se dokoplje do novih, globljih spoznanj.

## Vpliv
Poetika je prvo ohranjeno znanstveno delo o književnosti, na podlagi katerega so se razvili temeljni pojmi v literarni teoriji, literarni kritiki in teoriji drame. Literarna teorija je iz Poetike prevzela razdelitev na zvrsti in vrste, elemente v zgradbi drame ter pojme, kot so mimezis, katarza, metafora.
Njen vpliv na antično in srednjeveško književnost je zanemarljiv, zelo močno pa se jo je začelo upoštevati v renesansi in klasicizmu, ko so si jo včasih razlagali preveč dobesedno ali napačno (pravilo treh enotnosti v drami — časa, kraja in dejanja — v Poetiki ni utemeljeno, saj Aristotel govori le o enotnosti dejanja). Pomemben je njen prevod v sirijšino, pozneje še arabščino in latinščino, saj sloni na najstarejši znani grški izdaji, ki ni več ohranjena.
Pri razvoju umetnega pesništva na Slovenskem je močneje vplivala poznejša Horacijeva Poetika, ki jo je priporočal Žiga Zois. Prvi prevod Aristotelove Poetike iz stare grščine v slovenščino je leta 1959 priskrbel Kajetan Gantar, njene ideje pa sta že prej v slovensko literarno in gledališko teorijo začela vnašati Janko Kos in Vladimir Kralj.
Zaradi široko zastavljene teme in odprtih interperetacij je Poetika v svetovni književnosti imela in ima močan vpliv: 
Idejni razpon Aristotelove Poetike je tako širok in njena miselna vznemirljivost tako neizčrpna, da so v njej lahko našli argumente predstavniki diametralno različnih smeri, tako zagovorniki larpurlartizma kot pristaši angažirane literature.

## Vsebina
Poetika je sestavljena iz 26 poglavij.

### Delitev poezije in njen izvor (1.–5. poglavje)
V začetnem poglavju Aristotel pesniško umetnost oz. poezijo opredeli s posnemanjem:  
"Epsko pesništvo in pesnjenje tragedij, sestavljanje ditirambov, pretežni del glasbe na piščal in na lutnjo imajo nekaj skupnega: vse so neke vrste posnemanja (gr. μίμησις, mímesis)".— Aristotel, Poetika, 1447a, prev. Kajetan Gantar
Poezijo nato deli glede na:
- izrazna sredstva posnemanja (ritem, beseda, melodija),
- predmet posnemanja (to so ljudje v svojih dejanjih, ki so lahko plemeniti ali nizkotni),
- način posnemanja (pripovedni, dramski).

Izvora poezije sta dva: 
- človekova prirojenost posnemanja, uživanje in učenje ob gledanju,
- človekovo prirojeno veselje do melodije in ritma.

### Komedija in tragedija (6.–18. poglavje)
Jedro Poetike tvorijo poglavja o komediji in tragediji, ki jo ima Aristotel za najvišjo obliko poezije. Pri obravnavi komedije govori le splošno:
"Komedija prikazuje, kot smo omenili, ljudi, ki so slabši. Vendar pri tem ne prikazuje slabosti v vseh njenih pojavih, temveč le v tem, kar je na njih smešnega; smešnost je namreč poseben odtenek grdega. Smešnost bi lahko označili kot "vrsto popačenosti ali grdobije, ki ne povzroča bolečin ali škode"; tako na primer predstavlja komična maska nekaj grdega in popačenega, ne da bi zbujala bolečino."— Aristotel, Poetika, 1449a, prev. Kajetan Gantar
Splošna opredelitev tragedije je taka:
"Tragedija je umetnina, ki posnema resnobno in zaokroženo dejanje primernega obsega v olepšani besedi (in sicer v posameznih delih z različnimi okrasi) v  obliki dramske dejavnosti in ne v pripovedi, in ki z zbujanjem sočutja (gr. ἐλέου, éleos) in strahu (gr. φόβου, phóbos) doseže očiščenje (gr. κάθαρσιν, kátharsis) takšnih občutij."— Aristotel, Poetika, 1449b, prev. Kajetan Gantar
Elementi tragedije so:
- spektakel (zunanji okras, kostumi),
- značaj,
- mitos,
- dikcija (sestavljanje verzov),
- melodija (glasbena spremljava),
- misel (ideja oz. tisto, kar skušamo doseči z besedami).

Lastnosti nastopajočih so pogojene v njihovem značaju in misli, ki odločata o tem, ali (ne) bodo zabredli v nesrečo. Najpomembnejši element tragedije je mitos (gr. Μίτυος, mythos 'zgodba'), ki bi moral, da bi bil lep, imeti tak obseg, da ga je mogoče ohraniti v spominu. Elementi mitosa so trije:
- peripetija (gr. περιπέτεια, peripéteia) — zaplet, preobrat dogodkov proti toku pripovedi (npr. nekdo bi razveselil, pa razžalosti),
- prepoznanje oz. anagnorizem (gr. ἀναγνώρισις, anagnórisis) — razplet, usodni preobrat od nevednosti k vednosti (npr. nekdo v nekom odkrije prijatelja/sovražnika),
- trpljenje (gr. πάθος, páthos) — pogubno ali mučno dogajanje (npr. prikaz smrti, poškodbe).

Lepo grajen mitos (Aristotel ima za takega Sofoklejevega Kralja Ojdipa) mora zbujati sočutje in grozo, zato naj ima enojen izid (dvojen izid, npr. v Odiseji, kjer dobre ljudi čaka boljši konec kot slabe, je znak slabega okusa), prikazuje naj običajne ljudi (sicer raje plemenite kot nizkotne), vsebuje naj preobrat iz sreče v nesrečo, ki ga ne povzroči hudobija, temveč usodna zmota (gr. ἁμαρτία, hamartía). Najbolje je, da se dejanje odigrava ne med sovražniki ali nepoznanimi ljudi, toda med prijatelji ali sorodniki, saj to povzroča sočutje in grozo. Tragične situacije so štiri: da nekdo nekaj stori ali ne stori, in sicer vede ali nevede. Najslabše oz. odvratno, če se dejanje naklepa, a se ga ne stori (npr. v Antigoni Hajmon namerava ubiti Kreonta). Bolje je, če nekdo dejanje tudi zavestno izvede (npr. Medeja zavestno ubije svoje otroke). Še bolje je, če nekdo nevede kaj stori in šele po izvršenem dejanju spozna, kaj je storil (npr. Ojdip). Najmočneje pa je, da se dejanja zaradi prepoznanja tik pred njim ne izvede (npr. Ifigenija na Tavridi).
Nadalje Aristotel govori o tragičnih značajih (razbere se jih iz dejanj nastopajočega), ki morajo biti dobri, umestni, v skladu z izročilom in dosledni, ter o načinih prepoznanja — najboljše je tisto, ki izvira iz samega dejanja in ni npr. posledica telesnega znamenja. Sledijo napotki pesnikom: pesnik naj si predstavlja dogajanje tako, kot da je sam navzoč, saj se bo tako ognil neskladnostim; osebe naj se uveljavljajo s kretnjami; pesnik naj pred pisanjem tragedije (obvlada naj vse vrste tragedij) najprej določi glavno nit zgodbe (ima naj zaplet in razplet, ne pa epske zgradbe in širine); v tragediji naj aktivno sodeluje zbor. Loči 4 vrste tragedije — glede na prevladujoči element — zapleteno tragedijo (prevladuje mitos oz. prepoznanje), tragedijo trpljenja, tragedijo značajev, enostavno tragedijo (morda približek današnji grozljivki).

### Pesniška dikcija (19.–22. poglavje)
V poglavju o elementih dikcije govori o slovnici, katere razumevanje pa je še zelo preprosto, pa tudi o besednih figurah, od katerih najbolj razdela in povzdiguje prispodobo oz. metaforo (gr. μεταφορὰ, metaphorá): 
"Velika odlika vsakega pesnika je, če zna takšne besede (sestavljenke, glose in podobno) na primeren način uporabljati. Največja odlika pa je, če je mojster v prispodobah: edinole tega se ni mogoče naučiti, edino to je znamenje prirojene nadarjenosti. Kajti najti pravilne prispodobe je isto kot odkriti podobnost med stvarmi."— Aristotel, Poetika, 1459a, prev. Kajetan Gantar
 Odlika pesniške dikcije je v tem, da je jasna, obenem pa ne prostaška - to se doseže s tem, da se uporablja nevsakdanje izraze: poleg prispodob tudi podaljšane, skrajšane in spremenjene besede, kar naredi vtis vzvišenosti.

### Epsko pesništvo in literarna kritika (23.–26. poglavje)
Tudi za epsko pesništvo Aristotel predlaga dramsko zgradbo zgodbe ter enotnost dejanja. Pri tem mu je božanski (gr. θεσπέσιος, thespésios) Homer — ker je vedel, da v Iliadi in Odiseji ne bo mogel popisati vseh podrobnosti trojanske vojne in jih združiti v pregledno celoto, se je osredotočil le na en izsek, ob katerem je nanizal epizode.
Epska pesnitev ima enake elemente kot tragedija, razen melodije in spektakla. Enako kot pri tragediji se vrste epskega pesništva delijo glede na poudarjene elemente: enostavna, zapletena, etična (prevladujejo značaji) in patetična (prevladuje trpljenje) epska pesnitev — Iliada je tako enostavno-patetična, Odiseja pa zapleteno-etična.
Razlike med epiko in tragedijo so tudi v zunanjem obsegu (tragedije so krajše) in metrični obliki (v epskem pesništvu herojski heksameter). Epika ima pred tragedijo to prednost, da lahko prikazuje istočasne dogodke. Prav tako lahko epika prikazuje neresnične dogodke, ki bi v tragediji delovali smešno. Prepričljivemu, čeprav nemogočemu, je treba dati prednost pred neprepričljivim, a verjetnim – skratka, kot celota mora epska pesnitev izgledati prepričljivo, kar se doseže z dikcijo.
Predzadnje poglavje govori o literarni kritiki, pri kateri Aristotel najprej določi različne kriterije:
"Pesnik je posnemovalec — podobno kot slikar ali kateri koli upodabljajoči umetnik. Če pa posnema, je nujno, da posnema stvari pod enim izmed možnih vidikov:
— ali takšne, kot so bile oziroma kot so;
— ali takšne, kot se dozdevajo oziroma kot pripovedujejo, da so;
— ali takšne, kot bi morale biti."— Aristotel, Poetika, 1460b, prev. Kajetan Gantar
Nato opredeli dve vrsti pesnikovih napak: 
- bistvene napake (pesnik ni zmožen posnemati oz. nalogi ni kos),
- slučajne napake (pesnik si je nekaj narobe predstavljal, npr. prikaže konja, ki hkrati iztegne obe desni nogi).

Aristotel zagovarja pesniško svobodo — ker mora izdelek posnemanja presegati predlogo, so zato slučajne napake, s katerimi se doseže učinek, ki je lasten književnosti, opravičljive (bolj opravičljivo je narisati košuto brez rogov kot košuto takó, da je ni mogoče spoznati). Kljub temu so napake neupravičene takrat, ko pesnik pride v protislovje s samim seboj ali pa ko so nesmisli v dejanju ter neutemeljeno prikazani pokvarjeni značaji.  
Pesniku se lahko očita, da je njegova pripoved:
- nemogoča,
- neverjetna,
- nemoralna,
- protislovna,
- v nasprotju s pravili (jezikovne) umetnosti. Nanje je možnih 12 odgovorov, ki pa jih Aristotel ne našteva.

V zadnjem poglavju Aristotel še enkrat primerja epsko pesništvo s tragedijo in prvenstvo prisoja slednji, saj sproža užitek, ki je večji tudi zaradi njene bolj zgoščene vsebine.

## Zanimivosti
Aristotel v Poetiki dvakrat (enkrat pa v Retoriki) citira grškega tragičnega pesnika iz 5. stol. pr. n. št. Agatona: zelo verjetno je, da se marsikdaj zgodijo neverjetne stvari.
V romanu Umberta Eca Ime rože v benediktanskem samostanu stari knjižničar Jorge umori vsakogar, ki bi rad prebral drugi (sicer neohranjeni) del Poetike, ki poveličuje komedijo, smeh in veselje, svetovni red obrača na glavo ter zasmehuje Boga.